# Jurij Jakovenko
 Jurij Jakovenko ( ukrainsk: Юрій Павлович Яковенко; født 3. september 1993 i Montbéliard, Doubs, Frankrig) er en ukrainsk professionel fodboldspiller, der spiller som angriber for Hamkam.

## Personlige liv
Han er den yngste søn af den ukrainske tidligere fodboldspiller og nuværende træner Pavlo Jakovenko . Hans ældre bror Oleksandr Jakovenko er også fodboldspiller. 